# Пелло
Пелло (ранее: Туртола, фин. Pello) — община в Финляндии, в провинции Лапландия. Расположена в 20 км к северу от Северного полярного круга, на границе со Швецией. Площадь — 1 863,69 км². Официальный язык — финский. Пелло находится в 100 км от Рованиеми, 150 км от Кеми и в 250 км от Оулу.

## Население
По данным на 30 сентября 2012 года население общины составляло 3851 человек; по данным на 2000 год оно насчитывало 4830 человек. Плотность населения — 2,25 чел/км². Для 99,3 % населения общины родным языком является финский, для 0,2 % — шведский, для 0,1 % — саамские языки и для 0,4 % — другие языки. Доля лиц в возрасте менее 15 лет составляет 11,6 %; лиц старше 65 лет — 27 %.
| 1970 | 1975 | 1980 | 1985 | 1990 | 1995 | 1998 | 2000 | 2002 | 2004 | 2006 | 2008 | 2010 | 2011 | 2012 |
| ---- | ---- | ---- | ---- | ---- | ---- | ---- | ---- | ---- | ---- | ---- | ---- | ---- | ---- | ---- |
| 6232 | 5760 | 5624 | 5855 | 5665 | 5420 | 5114 | 4830 | 4625 | 4524 | 4361 | 4114 | 3989 | 3961 | 3851 |

## Транспорт
Через общину проходит Европейский маршрут E08, соединяющий Турку и Тромсё.

## Известные личности
В Пелло родились Каарло Кастрен (премьер-министр Финляндии в 1919 году) и Ээро Антеро Мянтюранта (горный лыжник, многократный олимпийский чемпион).

## Политика
| Партия                | Результаты выборов 2008 | Места |
| --------------------- | ----------------------- | ----- |
| Финляндский центр     | 50 %                    | 15    |
| Левый союз            | 23,4 %                  | 6     |
| Национальная коалиция | 7 %                     | 2     |
| Социал-демократы      | 16,4 %                  | 4     |

## Галерея

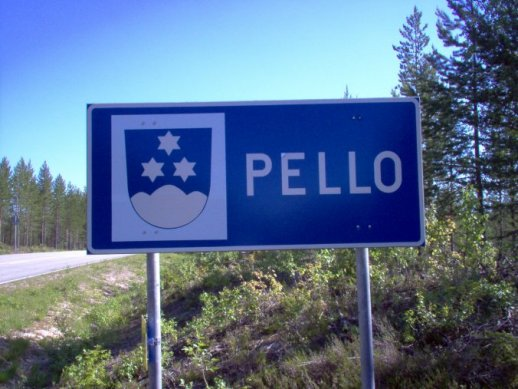
Знак при въезде в общину
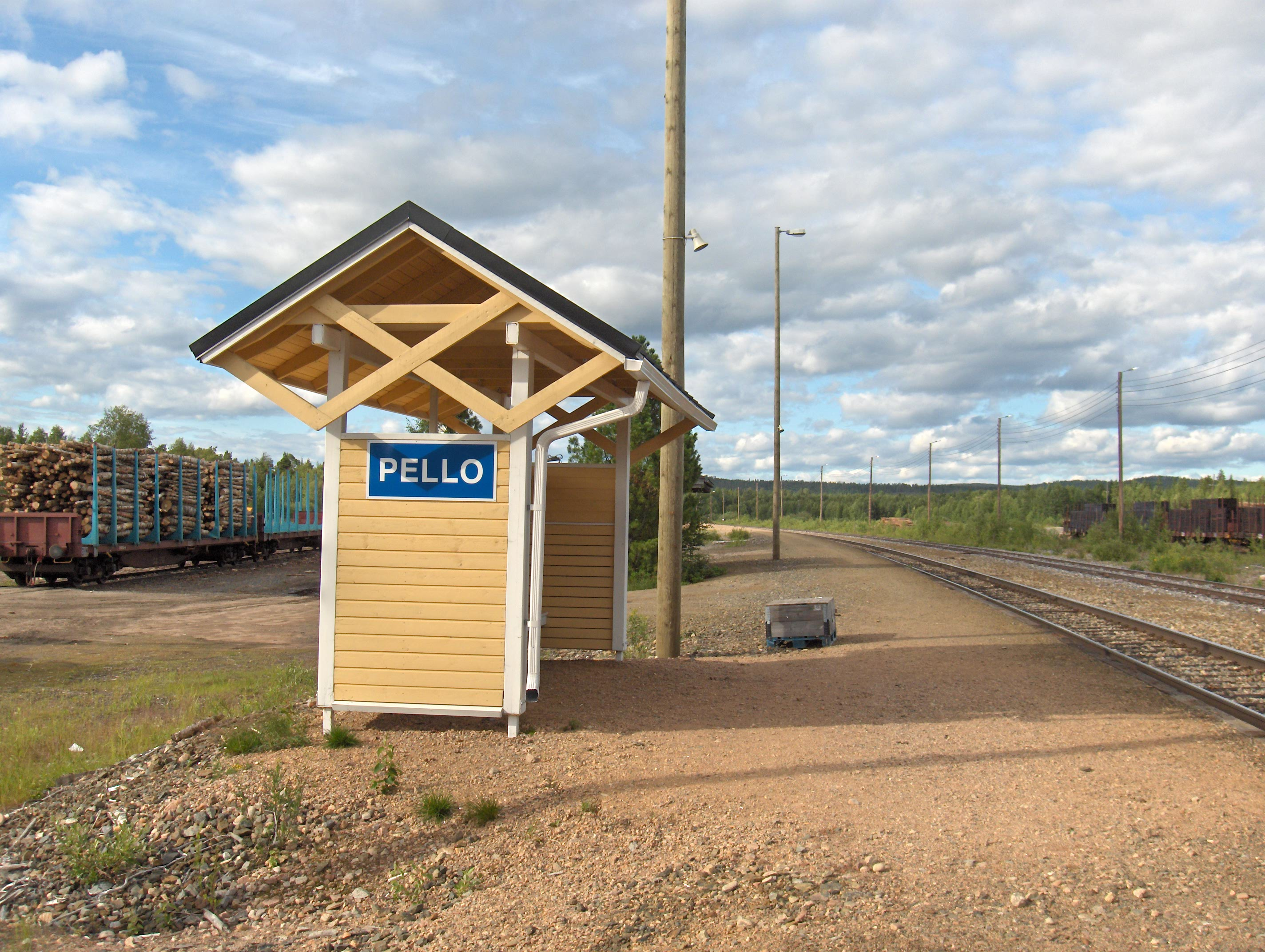
Железнодорожная станция в Пелло
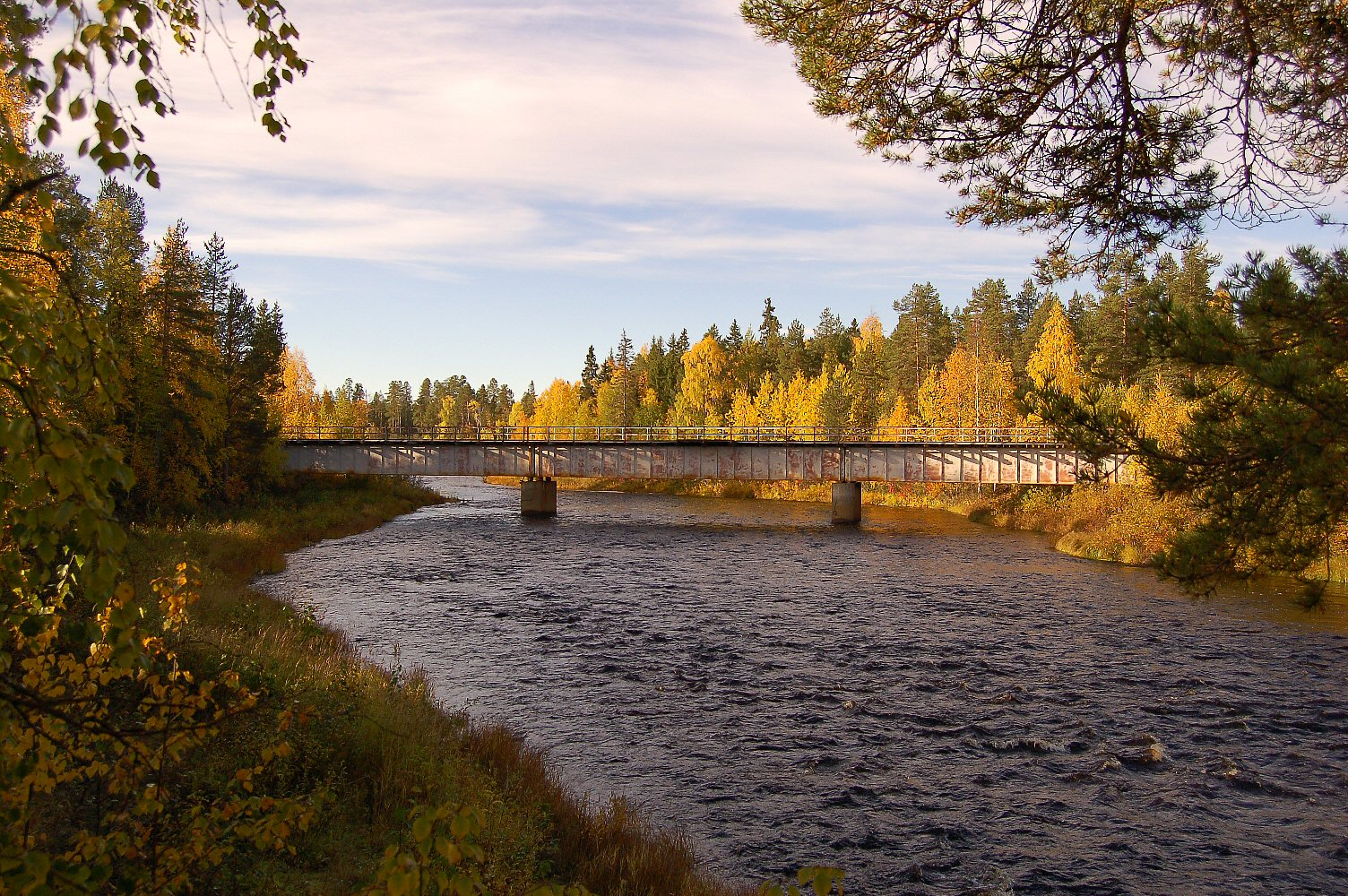
Железнодорожный мост через реку Намийоки
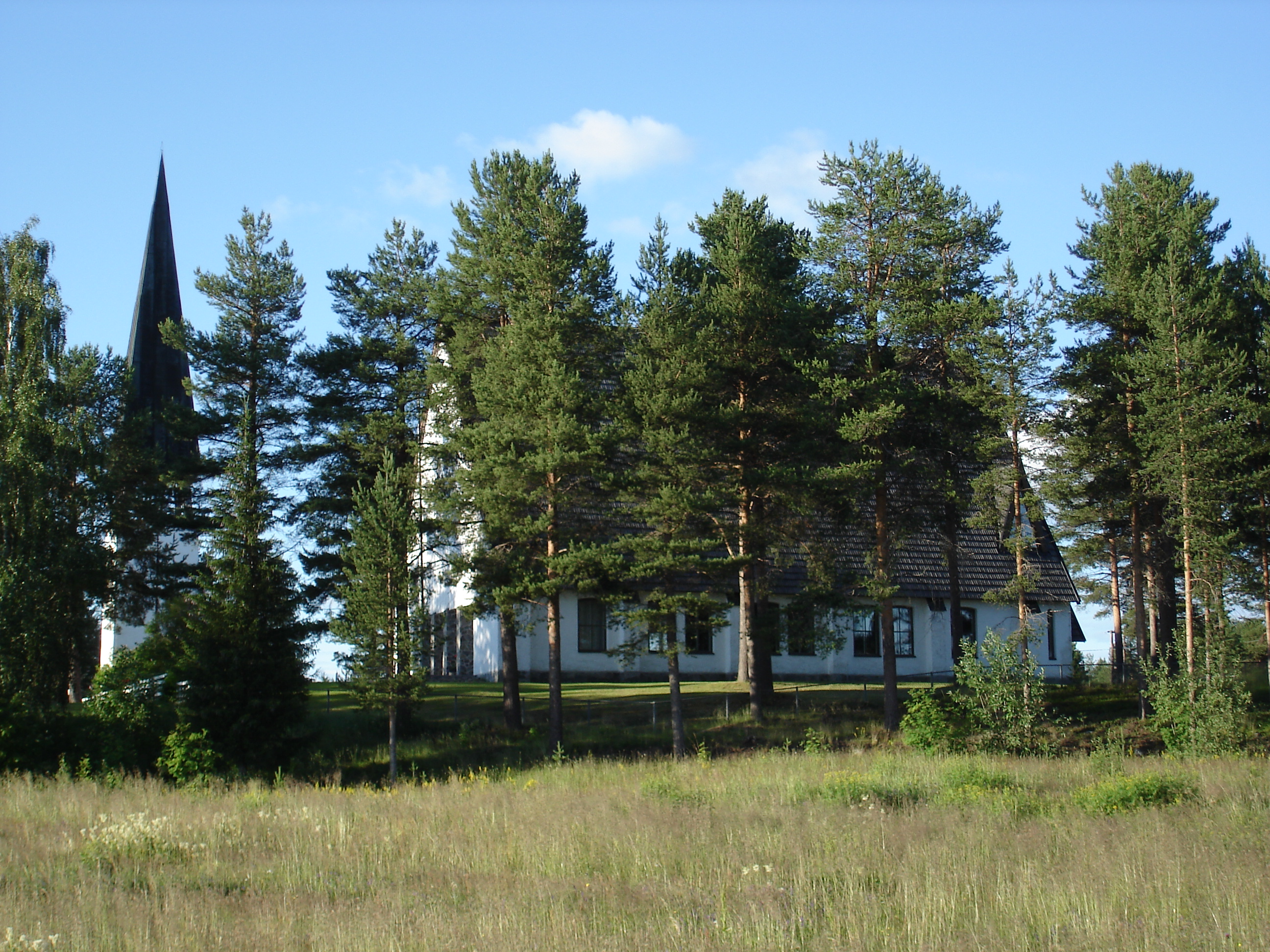
Церковь в Пелло